# Chiesa dei Santi Biagio, Fermo e Rustico
La chiesa dei Santi Biagio, Fermo e Rustico è un edificio religioso di Bovolone, in provincia di Verona, risalente al XII secolo in stile romanico e rimaneggiato nel Quattrocento e nel Settecento.
Attualmente l'edificio è utilizzato come oratorio, ma fu chiesa parrocchiale a partire dal XIII secolo fino al 1945, quando venne costruita la nuova chiesa parrocchiale di San Giuseppe.
Conserva alcune pale cinquecentesche e una Pietà probabilmente quattrocentesca.

## Storia
L'erezione della più antica chiesa parrocchiale di Bovolone, intitolata a san Biagio di Sebaste e subtitolata ai santi Fermo e Rustico, risale forse al XII secolo. In origine sorse come l'oratorio di pertinenza vescovile, dedicato sempre a san Biagio. Alcuni affreschi nell'antifacciata risalgono all'origine della chiesa.
Quando, a causa dell'insalubrità dei luoghi venne abbandonato l'abitato di castrum Bodoloni (attuale località di "Prato Castello"), dotato di una propria pieve, e la popolazione si trasferì in corrispondenza dell'attuale centro del paese, il vescovo donò il più antico oratorio alla comunità, che lo intitolò anche ai suoi patroni Fermo e Rustico.
Nel 1412 l'oratorio, divenuto insufficiente per la continua crescita della popolazione, venne ampliato, allungando la navata e aggiungendo il presbiterio quadrato e la piccola sacrestia. Nel Cinquecento vennero aggiunti due altari laterali a lato dell'altar maggiore e venne completato il campanile con la cella campanaria. I due nuovi altari vennero arricchiti con pale attribuite ai pittori veronesi Nicola Giolfino, Paolo Farinati, Felice Brusasorci e Saverio Dalla Rosa.
Un successivo ampliamento e trasformazione nel 1741 fece assumere all'edificio la forma attuale. Sulla facciata furono realizzati capitelli e il gruppo scultoreo con le figure dei santi patroni: San Biagio, vestito con i paramenti vescovili e con in mano il pastorale è accompagnato in basso due angeli, di cui quello di sinistra tiene in mano la mazza chiodata, strumento del suo martirio. All'interno furono realizzati il soffitto, le grandi nicchie degli altari e la decorazione a stucco, quadri e le vetrate policrome che decorano l'edificio.
Al 1760 risale l'attuale altare maggiore, adornato da marmi policromi ad opera del Maderna e dedicato, anch'esso, a San Biagio. Nel 1825 venne inserito un grande orologio a numeri romani sotto la bifora del campanile.
Tra il 1844 e il 1849 vennero aggiunte alcune di costruzioni sul lato sinistro della chiesa, con il duplice scopo di aumentare i vani di servizio e di consentire l'accesso agli edifici adiacenti alla chiesa, tra cui la nuova sacrestia a sinistra del campanile, al posto di quella settecentesca che doveva essere demolita per la costruzione della chiesa di San Giuseppe. Nel 1953, con la costruzione della nuova chiesa parrocchiale di San Giuseppe, vennero realizzati dei passaggi di collegamento, sia dalla navata che dall'abside. Dopo l'inaugurazione della chiesa nuova, viene chiamata "chiesa vecchia".
Nel 1994 furono aggiunte altre quattro campane al campanile.
Nel 2005 nell'abside è stata ricavata una cappella dedicata alla beata bovonese Maria Pia Mastena, dove è stata posta una statua in bronzo che la raffigura, opera di Marco Bonechi, e il reliquiario.
Nel 2007 è stata restaurata la facciata. Sotto la chiesa, in prossimità del campanile, è stata realizzata una piccola cripta.

## Descrizione

### Esterno
La facciata, in stile neoclassico è preceduta da una scalinata. La parte inferiore, scandita da quattro lesene con capitelli decorati, presenta al centro un portale ligneo inserito entro un arco incavato con timpano, sormontato da una statua di San Biagio che sorregge il pastorale.
La parte superiore presenta al centro una finestra sormontata da un frontone curvilineo e da un oculo circolare, il tutto contenuto all'interno di un arco incavato. Ai lati sono collocate due nicchie con pinnacoli, che ospitano le statue di due angeli, uno dei quali sorregge una mazza chiodata, utilizzata per il martirio del santo. La parte superiore è poi sormontata da un timpano che sorregge tre croci ferree, quella centrale più grande delle due laterali.
Il fianco destro della chiesa conserva due finestre rettangolari decorate le tracce di due altari laterali, ora scomparsi. La diversa tipologia di materiali utilizzati rende visibile la dimensione dell'ampliamento settecentesco. Sempre sul fianco destro, è presente un affresco rappresentante il Miracolo eucaristico di Siena, riscoperto in occasione del restauro del 2007.
Il fianco sinistro è appoggiato all'edificio della canonica settecentesca, con cortile accessibile anche da un ingresso latelare della chiesa e da cui si può raggiungere inoltre l'area del campanile.
Il campanile, situato nella parte retrostante la chiesa, venne costruito tra il Quattrocento ed il Cinquecento e contiene dieci campane, ripetutamente rifuse nel tempo. 
Il campanile ha quattro finestre bifore, una per lato, e sotto quella della facciata meridionale è collocato l'orologio, costruito nel 1825 e restaurato nel 2007. Al di sopra del campanile è collocata un'alta antenna radiofonica che permette la trasmissione della programmazione della radio parrocchiale.

### Interno
La chiesa è a navata unica e illuminata da finestre rettangolari con vetrate colorate.
Nel centro del coro è presente una pala (olio su tela) del pittore cinquecentesco Nicola Giolfino, raffigurante i santi patroni San Biagio, san Fermo e san Rustico, eseguita tra il 1526 e il 1532 su ordine del vescovo Gian Matteo Giberti. Al centro è la figura di san Biagio, con mitria e pastorale, affiancato dagli altri due santi che stringono nella mano la palma del martirio. Al di sopra la figura della Madonna col Bambino.
Davanti a un altare laterale, si trova la statua della Madonna Addolarata, una pietà in tufo di Avesa, probabilmente in origine dipinta, e attribuita agli inizi del Quattrocento.
I due altari laterali rimasti sono dedicati uno al Santissimo Sacramento, con tela del 1565 raffigurante Cristo risorto tra santa Caterina e la Maddalena, opera di Paolo Farinati, e l'altro alla Santissima Carità e a san Bartolomeo, con tela La benedizione dei pani degli inizi del Cinquecento, in origine collocata su un altro altare laterale e attribuita a Domenico o a Felice Brusazorsi.
Sul muro dell'ingresso sono visibili affreschi, risalenti probabilmente all'edificazione della chiesa, che erano stati ricoperti da intonaco.
L'abside della chiesa, separata dalla zona dell'altare, è stata trasformata in cappella dedicata alla beata bovolonese Maria Pia Mastena. L'altare, in marmo bianco, risale al 1760 ed è opera di Pietro Maderni.
La decorazione del soffitto è opera del pittore Marco Marcola che lo realizzò nella seconda metà del Settecento.

## Tradizioni
Il concerto delle campane della chiesa di Bovolone ha ispirato una filastrocca popolare
Tra i mesi di dicembre e gennaio, all'interno della Chiesa dei Santi Biagio, Fermo e Rustico, si tiene la Rassegna dei presepi.